# Werner Naumann
Werner Hugo Robert Naumann (Guhrau, 16 juni 1909 - Lüdenscheid, 25 oktober 1982) was een Duitse officier en SS-Brigadeführer (brigadegeneraal) tijdens de Tweede Wereldoorlog. Hij was tevens staatssecretaris in het Rijksminister van Volksvoorlichting en Propaganda. In Hitlers testament werd Naumann benoemd als opvolger van Goebbels tot Rijksminister van Volksvoorlichting en Propaganda.

## Leven
Op 16 juni 1909 werd Werner Naumann in Guhrau geboren. Hij was de zoon van de kantonrechter Max Naumann en zijn vrouw Margarete (geboortenaam Schuberth). Nadat hij op het gymnasium in Görlitz had gezeten, voltooide hij vanaf 1929 rechtswetenschap- en staatswetenschappen in Berlijn, Genève en Breslau. In 1936 ontving hij in Breslau de titel van Dr. rer. nat. PhD (Doctor rerum naturalium) en, werd vervolgens benoemd tot senior assistent aan de Universiteit van Breslau. Naumann werkte aan een schrift over de „Economische controle door leiderschap“ ten behoeve van habilitatie om zich te wijden aan een wetenschappelijke carrière, maar gaf dit project op ten gunste van een nazicarrière.
In 1937 trouwde Naumann met Ursula Becker. Het echtpaar kreeg drie kinderen. Hij kon zo de geruchten over zijn mogelijke homoseksualiteit wegnemen.
In 1928 was Naumann al vroeg actief in het nationaalsocialisme, en werd lid van de NSDAP en SA. In 1934 bereikte Naumann de rang van een SA-Oberführer. Tijdens de interne zuivering van de partij in de nasleep van de zogenaamde "Nacht van de Lange Messen", stond hij onder bescherming van Heinrich Himmler. Aanvankelijk werd hij uitgesloten van de NSDAP, maar gerehabiliteerd in 1937. In 1937 in Breslau nam Naumann de leiding over het Reichspropagandaamt. Tijdens de organisatie van een "zangfestival" werd hij opgemerkt door Goebbels, die hem naar Berlijn haalde. Begin januari 1938 werd hij benoemd tot directeur-generaal, en tot persoonlijk adviseur van Rijksminister van Volksvoorlichting en Propaganda Goebbels.
Vanaf augustus 1937 tot oktober 1937 nam Naumann als Gefreiter der Reserve en Reserve-Offizier-Anwärter deel aan een trainingsoefening van 8 weken bij het Flak-Regiment 20  van de Luftwaffe gestationeerd in Berlijn. In 1939 deed hij ook mee aan een oefening met Flak-Regiment 12.

### Tweede Wereldoorlog
Met het begin van de Tweede Wereldoorlog, werd Naumann gemobiliseerd voor de Luftwaffe en op 10 september 1939 ingezet als Unteroffizier der Reserve. Hij was geplaatst bij de Flakgruppe Berlin-Südost. Op 1 mei 1940 werd Naumann bevorderd tot Leutnant. In het voorjaar van 1940 werd hij overgeplaatst naar de Waffen-SS. En werd als Reserveführer en batterijofficier toegewezen aan de SS-Flak-MG-Abteilung / SS-V-Division. Naumann vocht tijdens de slag om Frankrijk, Balkanveldtocht en Operatie Barbarossa. Op 20 september 1941 raakte hij zwaargewond, en werd na zijn genezing in januari 1942 weer teruggeplaatst in het Rijksministerie van Volksvoorlichting en Propaganda (RMVP).
In 1941/1942 werd Naumann door Goebbels zijn interventie bij Hitler, en tegen de weerstand ministeriële bureaucratie in bevorderd tot Ministerialdirigent in oktober 1941 en tot Ministerialdirektor in 1942. Na het aftreden van Leopold Gutterer op 22 april 1944 benoemde Goebbels hem tot verantwoordelijk staatssecretaris in het Rijksministerie van Volksvoorlichting en Propaganda. Tegelijk was Naumann speciaal gezant voor Volkssturmvraagstukken. Hij behoorde tevens tot de Freundeskreis Reichsführer SS, en deed tijdens de Tweede Wereldoorlog verschillende keren militaire dienst in de Leibstandarte SS Adolf Hitler (LSSAH). Op 20 april 1943 werd hij bevorderd tot SS-Brigadeführer zijn hoogste SS-rang.
Naumann zou een van de weinige vooraanstaande persoonlijkheden in het Rijksministerie van Volksvoorlichting en Propaganda zijn geweest. Medewerkers meldden dat het Naumann was die het fanatisme van Goebbels aanmoedigde. Tegelijkertijd verzamelde Naumann in het geheim materiaal dat Goebbels het geloof in Hitler en de "Endsieg" had verloren. Hij legde contact met Himmler en Bormann in een poging Goebbels omver te werpen en te vervangen. Magda Goebbels droeg in het laatste oorlogsjaar "liefdesgedichten" op aan Naumann; ze was verliefd op hem geworden.
In Hitlers Hitlers testament werd Naumann als opvolger van Goebbels benoemd. Hij verbleef in de Führerbunker tot Hitlers zelfmoord en verliet op 2 mei 1945 met Martin Bormann en Artur Axmann de Führerbunker. In plaats van naar de Flensburgregering te gaan onder leiding van Großadmiral Karl Dönitz in Flensburg-Mürwik, dook Naumann voorlopig onder. Daarvoor had Naumann als regimentscommandant het bevel gevoerd over het Volkssturmbataillon ”Wilhelmplatz I”, waarin de medewerkers van het Rijksministerie van Volksvoorlichting en Propaganda in onder de wapenen waren gesteld.

## Na de oorlog
Van 1945 tot 1949 leefde Naumann onder een valse naam in Zuid-Duitsland zonder herkend te worden. Hij voltooide een vakexamen als metselaar met hoge cijfers. In 1950 trad hij toe tot het in Düsseldorfs gevestigde import-exportbedrijf Cominbel (Duits-Belgisch), waarvan de eigenaar Herbert Lucht voorheen hoofd was van de Wehrmacht-propagandatak in Parijs. Naumann woonde in de Villa van de Luchts, wiens telefoon werd afgeluisterd als onderdeel van de Naumann-affaire. Lucht behoorde tot het "Nationaalsocialistische Netwerk" in de FDP. Rond Naumann ontstond de zogenaamde Düsseldorfer kring, waartoe ook Werner Best behoorde, hij was de voormalige organisator van de Einsatzgruppen, en vervanger van Heydrich.
Op 15 januari 1953 kondigde de Britse bezettingsmacht aan, dat ze een samenzwering van voormalige nazi-functionarissen had ontdekt en de leiders had gearresteerd. De groep rond Naumann ("Gauleiter-Kreis" of Naumann-Kreis) was binnengedrongen in de Noordrijn-Westfaalse staatsvereniging van de FDP en had invloedrijke posities bereikt. Volgens de historicus Ulrich Herbert waren de betrokkenen betrokken bij een "rehabilitatie van het nationaalsocialisme in het algemeen" en "hun eigen persoon in het bijzonder". Ook het herstel van een autoritaire machtsstaat behoorde tot de politieke ideeën. Op 1 augustus 1953 werd Naumann vrijgelaten. Eerder had de 2. Ferienstrafsenat van het Bundesgerichtshof de procedure tegen Naumann stopgezet.
Het netwerk rond Naumann omvatte talrijke voormalige nazi-functionarissen, zoals het voormalige hoofd van de radioafdeling van het Rijksministerie van Propaganda, Hans Fritzsche, het voormalige hoofd van de afdeling Antikomintern, Eberhard Taubert, de SS-Oberstgruppenführer Paul Hausser, de voormalig HJ-Gebiedsführer Horst Huisgen, Landesgeschäftsführer van de FDP, voormalig afdelingshoofd van de omroep van het Propagandaministerie Wolfgang Diewerge en Ernst Achenbach, die als attaché naar de ambassade in Parijs betrokken was bij de deportaties van Joden.
Tijdens deze onderneming faalde Naumann evenals in zijn daaropvolgende lijsttrekker voor de extreemrechtse Deutsche Reichspartei in Nedersaksen tijdens de Duitse Bondsdagverkiezingen 1953. Om zijn verkiezing te voorkomen, werd hij in een versnelde procedure als belastet (Gruppe II) gedenazificeerd, waarbij zijn actieve en passieve stemrecht werd ingetrokken. Later werd hij aangenomen door de industrieel en stiefzoon van Goebbels Harald Quandt als directeur van Busch-Jaeger Metallwerk GmbH Lüdenscheid. In 1974 ging hij met pensioen, en werkte hij in afzondering nog als boer. Eind oktober 1982 stierf hij Naumann aan (acuut) hartfalen.

## Carrière
Naumann bekleedde verschillende rangen in zowel de Allgemeine-SS als Waffen-SS. De volgende tabel laat zien dat de bevorderingen niet synchroon liepen.
| Datum             | Sturmabteilung     | Luftwaffe                                          | Allgemeine-SS    | Waffen-SS                              | RMVP                |
| ----------------- | ------------------ | -------------------------------------------------- | ---------------- | -------------------------------------- | ------------------- |
| Maart 1933        | SA-Sturmbannführer | —                                                  | —                | —                                      | —                   |
| 1934              | SA-Oberführer      | —                                                  | —                | —                                      | —                   |
| 20 oktober 1937   | —                  | Gefreiter der Reserve en Reserve-Offizier-Anwärter | —                | —                                      | —                   |
| 30 januari 1938   | —                  | —                                                  | SS-Oberführer    | —                                      | —                   |
| Januari 1938      | —                  | —                                                  | —                | —                                      | Ministerialdirektor |
| 10 september 1939 | —                  | Unteroffizier der Reserve                          | —                | —                                      | —                   |
| 1 mei 1940        | —                  | Leutnant der Reserve                               | —                | —                                      | —                   |
| 3 juni 1940       | —                  | —                                                  | —                | SS-Untersturmführer der Reserve (W-SS) | —                   |
| 14 mei 1941       | —                  | —                                                  | —                | SS-Obersturmführer der Reserve (W-SS)  | —                   |
| Oktober 1941      | —                  | —                                                  | —                | —                                      | Ministerialdirigent |
| 1942              | —                  | —                                                  | —                | —                                      | Ministerialdirektor |
| 21 juni 1942      | —                  | —                                                  | —                | SS-Hauptsturmführer der Reserve (W-SS) | —                   |
| 20 april 1943     | —                  | —                                                  | SS-Brigadeführer | —                                      | —                   |
| 22 april 1944     | —                  | —                                                  | —                | —                                      | Staatssekretär      |
| 9 november 1944   | —                  | —                                                  | —                | SS-Sturmbannführer der Reserve (W-SS)  | —                   |
| 30 april 1945     | —                  | —                                                  | —                | —                                      | Reichsminister      |

## Lidmaatschapsnummers
- NSDAP-nr.: 101 399[9][10] (lid geworden 1 oktober 1928[7])
- SS-nr.: 1 607[9][10] (lid geworden 1 oktober 1928[7])

## Onderscheidingen
Selectie:
- IJzeren Kruis 1939, 1e Klasse[9][10] en 2e Klasse[10] (beide 1941[7])
- Allgemeines Sturmabzeichen[10] in 1942[7]
- Gewondeninsigne 1939 in zwart[9][10] in 1942[7]
- Kruis voor Oorlogsverdienste, 1e Klasse[7][10]  en 2e Klasse[7][10]

- Ehrendegen des Reichsführers-SS[9][10]
- SS-Ehrenring[9][10]

## Publicatie
- (de)  Nau-Nau gefährdet das Empire? Göttingen 1953